# Два гусара (фильм)
«Два гуса́ра» — советский цветной двухсерийный художественный телефильм, снятый режиссёром Вячеславом Криштофовичем в 1984 году по заказу Государственного комитета СССР по телевидению и радиовещанию по одноимённой повести Льва Николаевича Толстого.

## Сюжет
Два гусара — отец и сын — две морали, два мировоззрения. Старший Турбин легкомысленен в любви, но надёжен в дружбе и принципиален в вопросах чести. Младший Турбин не выдерживает сравнения с отцом — он расчётливый, мелкий и корыстный «гусар нового поколения».

## В ролях
- Олег Янковский — граф Фёдор Иванович Турбин / граф Турбин-младший
- Нийоле Ожелите — Анна Фёдоровна Зайцева в молодости
- Нина Архипова — Анна Фёдоровна Зайцева
- Александр Сирин — Завальшевский в молодости
- Александр Вокач — Завальшевский
- Александр Абдулов — Сашка
- Сергей Жигунов — Михаил Васильевич Ильин
- Анатолий Грачёв — Лухнов
- Николай Олейник — офицер
- Александр Адабашьян — купец
- Ольга Мелихова — Лизанька
- Алексей Весёлкин — корнет Полозов
- Елена Михайлова — Устюша
- Виктор Демерташ — господин на балу
- Евгений Дворжецкий — обожатель Анны Фёдоровны
- Владимир Мишаков — предводитель, хозяин дома
- Юрий Рудченко — исправник
- Нелли Волшанинова — Стеша
- Игорь Стариков — лысый господин
- Сергей Подгорный
- Николай Гудзь — господин на балу
- Михаил Игнатов — Иоган

## Съёмочная группа
- Авторы сценария и режиссёры — Владич Неделин, Вячеслав Криштофович
- Оператор-постановщик — Вилен Калюта
- Художник-постановщик — Сергей Хотимский
- Композитор — Вадим Храпачёв

## Технические данные
- Фильм снят на плёнке Шосткинского п/о «Свема».